# (2830) Greenwich
(2830) Greenwich es un asteroide perteneciente al cinturón de asteroides descubierto por Edward L. G. Bowell desde la Estación Anderson Mesa, en Flagstaff, Estados Unidos, el 14 de abril de 1980.

## Designación y nombre
Greenwich se designó al principio como 1980 GA.
Más adelante, en 1984, fue nombrado por el Real Observatorio de Greenwich en el centenario del establecimiento del meridiano cero.

## Características orbitales
Greenwich está situado a una distancia media de 2,379 ua del Sol, pudiendo alejarse hasta 2,866 ua y acercarse hasta 1,891 ua. Su inclinación orbital es 25,35 grados y la excentricidad 0,2051. Emplea 1340 días en completar una órbita alrededor del Sol.

## Características físicas
La magnitud absoluta de Greenwich es 12,64 y el periodo de rotación de 24 horas. Está asignado al tipo espectral S de la clasificación Tholen.